# 伊塔贝拉伊
伊塔贝拉伊是巴西戈亚斯州的一个市镇。总面积1471平方公里，总人口30170人，人口密度20.5人/平方公里。